# کان‌وی رکوردینگ استودیوز
کان‌وی ریکوردینگ استودیوز (انگلیسی: Conway Recording Studios) یک استودیوی ضبط مستقر در هالیوود، کالیفرنیا است.
این استودیو میزبان تهیه‌کننده‌های موسیقی، مهندس‌های صدا و هنرمندانی از جمله تیلور سوئیفت، The 1975, بیانسه، آریانا گرانده، برندی نروود، دمی لواتو، د ویکند، بنکس، اونسنس، آلیشا کیز، باربارا استرایسند، بلک آید پیز، بلینک-۱۸۲, بریتنی اسپیرز، کارلوس سانتانا، کریستینا آگیلرا، دفت پانک، انریکه ایگلسیاس، فو فایترز، گرین دی، گانز ان روزز، جاستین بیبر، جاستین تیمبرلیک، کیتی پری، کشا، کیس، کورن، لیدی گاگا، مک میلر، ماریا کری، مریلین منسون، مارون ۵, متالیکا، مایکل جکسون، مایلی سایرس، نو داوت، فارل ویلیامز، فیل کالینز، پینک، پرینس، پویزن، کوئینز آو د استون ایج، ری چارلز، رد هات چیلی پپرز، سیل، سلنا گومز، استیوی واندر، یوتو و ویتنی هیوستون بوده‌است.